# Матіас Баль
Матіас Баль (пол. Matiasz Bal; пом. наприкінці 1575) — галицький шляхтич Польського Королівства. Кальвіністський релігійний діяч.

## З життєпису
Батько — сяноцький підкоморій Миколай Баль, мати — дружина батька Гелена з Тенчиньських. 
Разом із братом Станіславом (сяноцький підкоморій з 1537 року, отримав посаду від батька; пом. 1563) — приятелі та оборонці Станіслава Оріховського, прихильники тодішніх «релігійних новинок». 1556 року в родинній Гочві поселився проповідник Тибурцій Боришовський (перед цим — католицький пробощ Риманова), з 1560 року його наступником був відлучений від РКЦ перемиським біскупом Дзядуським ксьондз Якуб зі Стшижува. У Гочві брати після смерті пробоща не дозволили працювати наступнику, костел перетворили на кальвінський збір (до смерті не повернули католикам), через що мали процес з біскупом Валентієм Гербуртом, в якому брав участь С. Оріховський. Заочним вироком були відлучені від РКЦ, позбавлені права патронату на храм, віддані світській владі; вирок не був виконаний. Після смерти брата залишився кальвіністом, вигнав із власних володінь руських священників, забрав у них маєтності, через що ті звернулися до короля зі скаргою. Король у 1566 році заборонив йому втручатись у справи підданих-православних.
1567 року брав участь у Синоді протестантів у Ланьцуті.

## Сім'я
Дружина — Анна Єдлінська, їй 1552 року на родинних володіннях записав оправу. Діти (всього 6, на момент його смерті 4 сини — неповнолітні; 1598 року провели процедуру поділу спадку батька), зокрема:
- Мацей (Матіаш),
- Ян — навчався: в Альтдорфі з братом Пйотром (1584), в Падуї (1592), посол сеймів 1621, 1627,
- Пйотр — 1590 навчався в Інґольштадті, сяноцький підкоморій, засновник Балигороду,
- Самуель.